# Catherine Walters
Pour les articles homonymes, voir Skittles et Walters.
Catherine Walters, née le 13 juin 1839 à Liverpool et morte le 5 août 1920 à Mayfair (Grand Londres), également connue sous le nom de « Skittles », est une précurseuse de la mode britannique et l'une des dernières grandes courtisanes de l'époque victorienne. On raconte que Walters comptait parmi ses bienfaiteurs des intellectuels, des dirigeants de partis politiques, des aristocrates et un membre de la famille royale britannique.

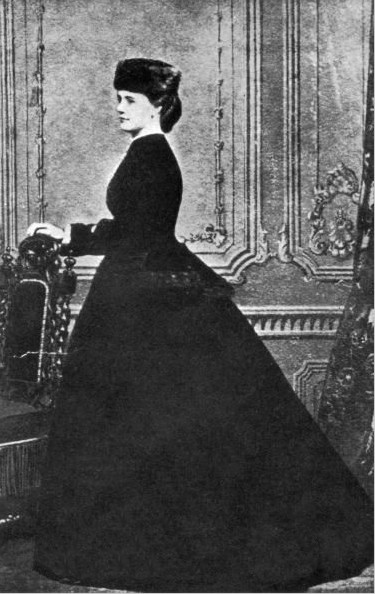
Une photographie de Catherine Walters

## Biographie
Catherine Walters naît le 13 juin 1839, 3e enfant d'une fratrie de cinq enfants, au 1 Henderson Street, Toxteth, Liverpool. Elle grandit dans la cité de Liverpool et a déménage à Londres avant son 20e anniversaire. Son père était Edward Walters, un agent des douanes, décédé en 1864. Sa mère était Mary Ann Fowler.
On pense que son surnom vient de son poste dans un bowling (autrefois appelé jeux de quilles qui se traduit par « skittles » en anglais) à Chesterfield Street, près de Park Lane. En d'autres occasions, elle est connue sous le nom de « Mme Behrens » et « Mme Baillie », même si on ne pense pas qu'elle se soit mariée.
Bien que non dotée d'une beauté harmonieuse, elle est généralement considérée comme jolie dans sa jeunesse, même si le journaliste Nathaniel Gubbins considère qu'elle avait un « visage extrêmement simple ». Ce qui est incontesté était sa « silhouette parfaite »  et son talent de cavalière, pour lesquels elle était presque aussi réputée.

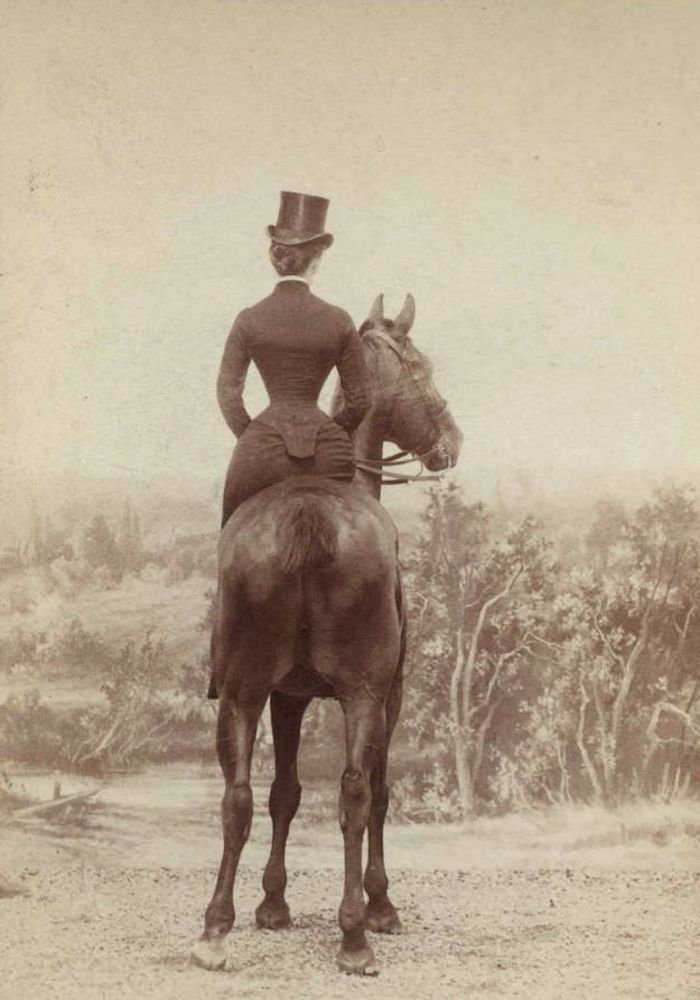
Catherine Walters à cheval - On constate sur cette photographie sa taille de guêpe.

Walters devient la maîtresse de Spencer Cavendish, marquis de Hartington (plus tard huitième duc de Devonshire ), qui l'installe dans une maison à Mayfair avec une rente. Dans les années 1860, la vue de Walters chevauchant à Rotten Row à Hyde Park attire les touristes. Les dames aristocratiques copient la coupe de son amazone « Princesse » parfaitement ajusté, et elle est aussi connue comme précurseuse de la mode britannique.

Une lettre adressée au Times en juillet 1862 décrit en détail la fièvre d'anticipation parmi les admirateurs en attente de la remarquable Catherine Walters :
"L'attente est portée à son plus haut degré : une belle femme passe rapidement dans une voiture tirée par des poneys pur-sang d'une morphologie et d'une allure exceptionnelles ; le cocher porte un pork pie hat et un paletot Poole introduits par Anonyma ; mais hélas ! elle ne fait aucun effet du tout, car elle n'est pas Anonyma ; elle est seulement la duchesse de A–, la marquise de B–, la comtesse de C–, ou quelques nombreuses autres imitatrices d'Anonyma. La foule, déçue, se rassied et attend. Une autre voiture à poney arrive - et une autre - avec le même résultat déprimant. Enfin leur patience est récompensée. Anonyma et ses poneys apparaissent, et ils sont satisfaits. Elle se fraie habilement un chemin, avec un air naturel, à travers la foule, commentée par les centaines de personnes qui l'admirent et les centaines de personnes qui l'envient. Elle arrête ses poneys pour parler à une connaissance, et sa voiture est instantanément entourée par la foule ; elle se retourne et repart vers Apsley House, puis elle s'éloigne au loin, personne ne sait où". 
Cette année-là, au moment où elle est déshonorée, elle quitta Londres, vendant sa maison et mettant aux enchères ses meubles ; elle se rendit à New York avec un homme riche et marié, Aubrey de Vere Beauclerk du château d'Ardglass, dans le comté de Down, avec qui elle passa quelques mois.
Walters se rend ensuite à Paris où, sous la protection d'Achille Fould, ministre des Finances de Napoléon III, elle prend place parmi les dirigeants du demi-monde et fond un salon. C'est dans celui-ci qu'elle rencontre le poète Wilfrid Scawen Blunt, qui tombe amoureux d'elle pour le reste de sa vie.
Elle passe dix ans en Europe, revenant régulièrement dans le Leicestershire pour la saison de la chasse ainsi que pour établir sa réputation de cavalière hors pair. En 1872, Walters revient à Londres et, comme à Paris, ouvre un salon. Parmi ses visiteurs figure le prince de Galles (le futur roi Édouard VII). Elle rencontre l'honorable Gerald Saumerez, avec qui elle entretient une relation qui dure jusqu'à sa mort. Walters connaît une affaire notable, en 1873, où elle est poursuivie en justice pour une facture de tailleur.
Durant sa vie de courtisane, la discrétion et la loyauté de Walters font d'elle une compagne convoitée. Ces qualités lui permettent également une longue carrière qui l'aide à prendre sa retraite en tant que femme riche de la société vers 1890. Sa fortune était estimée à la somme considérable de 2 764 £ 19 s. 6 d. à sa mort.
Walters décède d'une hémorragie cérébrale le 5 août 1920 à son domicile à 15 South Street, Mayfair (aujourd'hui orné d'une plaque bleue) et a été enterrée dans le cimetière du monastère franciscain de Crawley, dans le West Sussex.

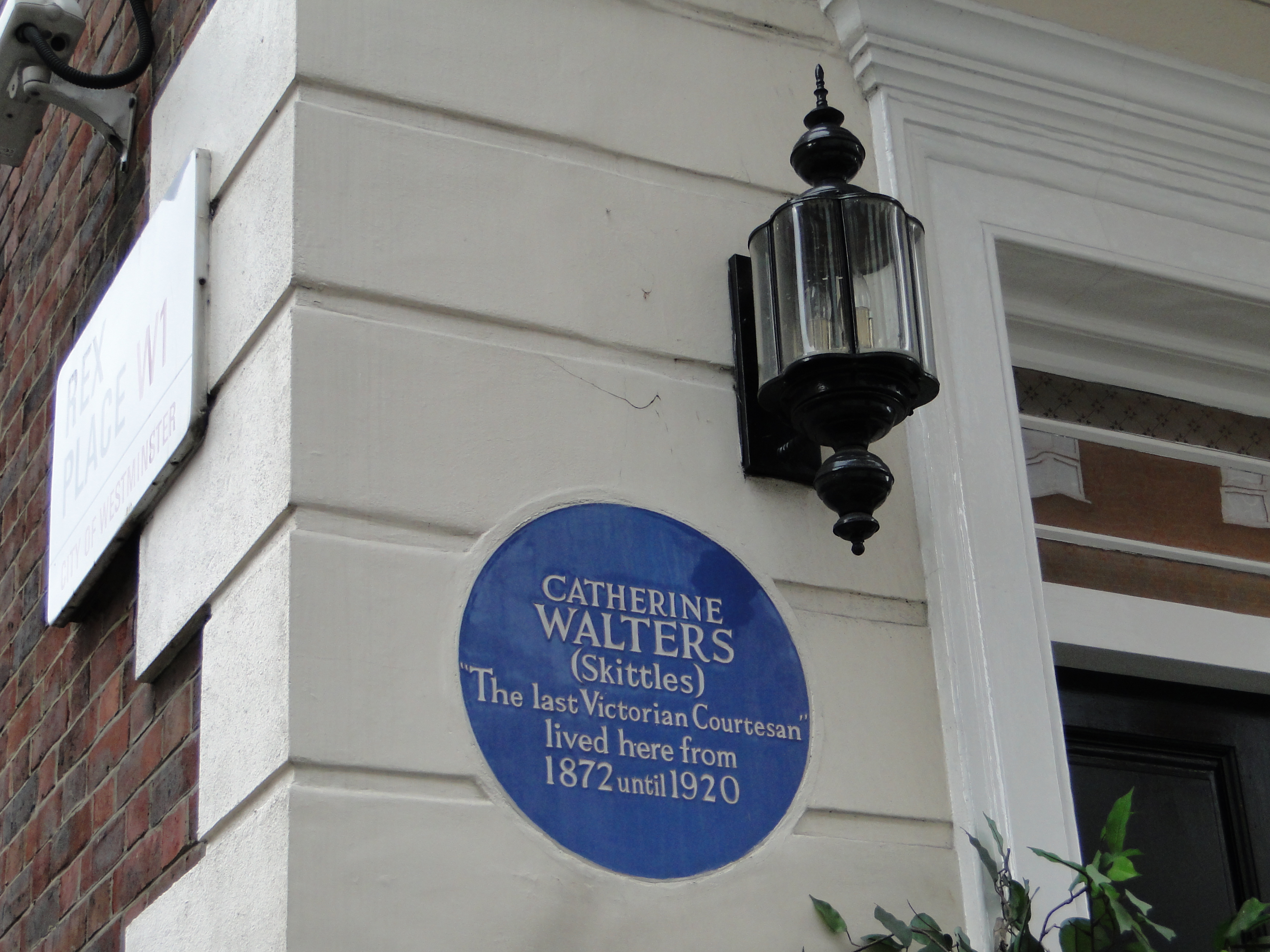
La plaque bleue apposée sur la dernière demeure de Catherine Walter à South Street, Mayfair.

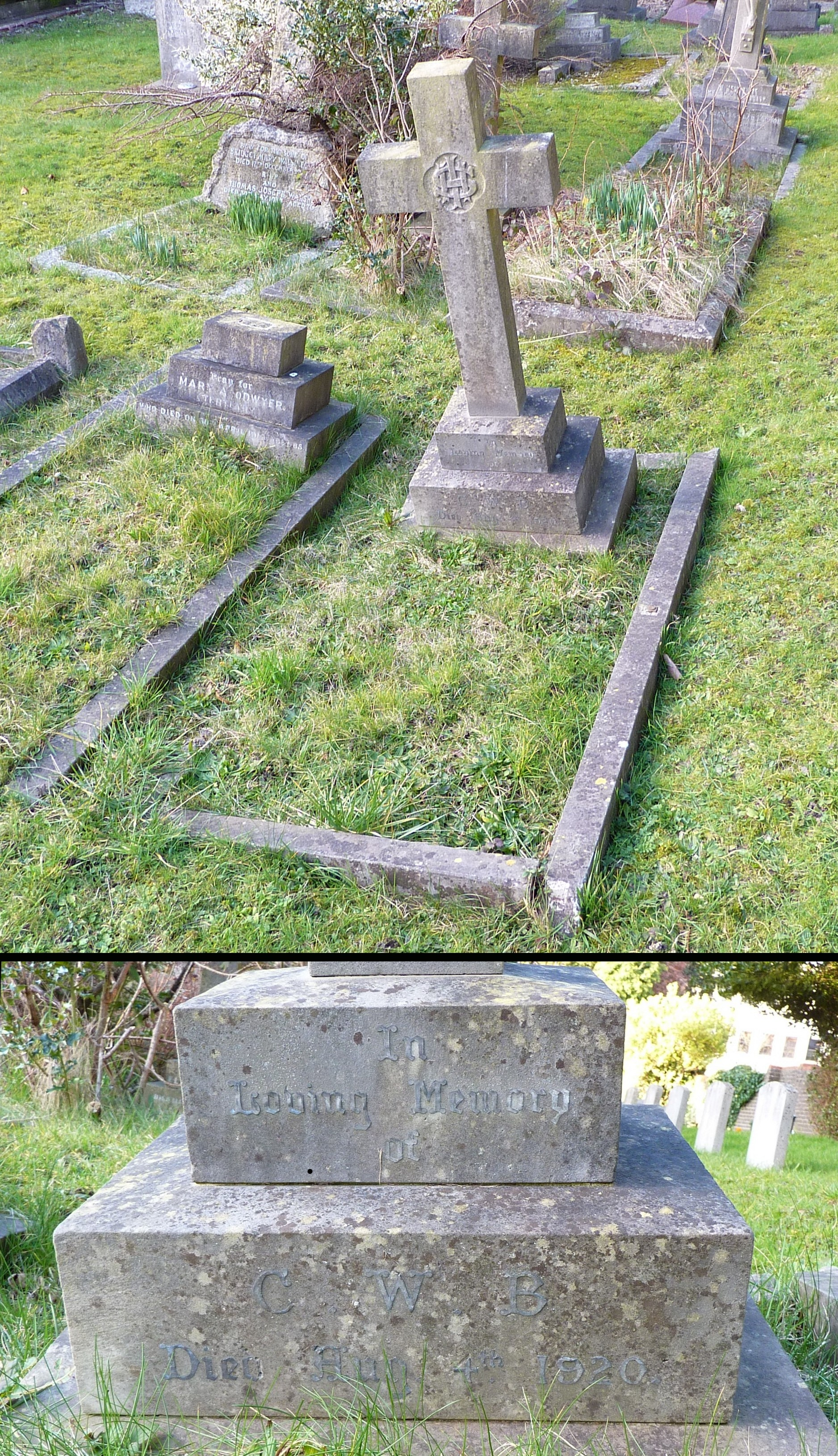
La tombe présumée de Catherine Walters à l'église du monastère franciscain Saint-François et Saint-Antoine à Crawley, dans le Sussex de l'Ouest

.

## Références culturelles

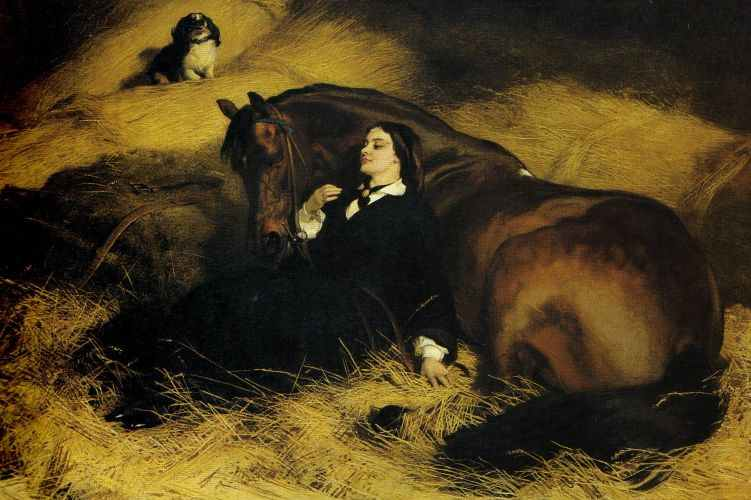
La mégère apprivoisée peint par Sir Edwin Henry Landseer